# NGC 3515
NGC 3515 (другие обозначения — UGC 6139, MCG 5-26-44, ZWG 155.55, IRAS11018+2829, PGC 33467) — спиральная галактика в созвездии Малого Льва. Открыта Уильямом Гершелем в 1786 году.
Галактика относится к сейфертовским, причём за историю наблюдений её подтип менялся.
Этот объект входит в число перечисленных в оригинальной редакции «Нового общего каталога».